# The Twins
I The Twins (lett. "i gemelli") sono un gruppo musicale tedesco di genere synth-pop degli anni ottanta costituito nel 1980 a Berlino Ovest da Sven Dohrow (nato a Berlino il 28 settembre 1957) e Ronny Schreinzer (nato a Berlino il 21 marzo 1958), musicalmente ispirati da artisti britannici come Gary Numan, Tubeway Army, Orchestral Manoeuvres in the Dark, i primi Depeche Mode, The Human League, gli Yazoo e gli Erasure.
Sven e Ronny andavano a scuola insieme e facevano parte di band diverse della stessa scuola, che loro stessi avevano creato. Nel 1980 decisero di unirsi e creare un unico duo i "The Twins", nome da un'idea di Ronny condivisa da Sven. La loro carriera iniziò con il singolo Runaway arrivato al primo posto nella classifica tedesca. Dei singoli successivi, i più famosi in Italia furono Face to Face, Heart to Heart, quinto in classifica, Ballet Dancer, Not the Loving Kind e Love System. Nel 2006, i due realizzarono Ballet Dancer (Latino Mix), che raggiunse la quarta posizione nella classifica tedesca.

## Discografia

### Album

#### Album studio
- 1981 - Passion Factory
- 1982 - Modern Lifestyle
- 1983 - A Wild Romance
- 1984 - Until the End of Time (anche in CD)
- 1987 - Hold on to Your Dreams

--- tutti i precedenti sono stati ristampati su CD nel 1994
- 1993 - The Impossible Dream
- 2018 - Living For The Future

#### Live
- 2005 - Live in Sweden

#### Raccolte
- 1991 - Greatest Hits
- 1991 - The Classics – Remixed
- 1994 - 12″ Classics
- 1995 - The Best of The Twins
- 1998 - Ballet Dancer (Best of)
- 1999 - Greatest Hits '99
- 2000 - 12" Dancer
- 2003 - Face to Face - Heart to Heart. I'm Staying Alive
- 2004 - Modern Lifestyle (Edit Version 1 & 2)
- 2006 - 12" Classics - The Originals Maxi Hits Collection - Rare Tracks
- 2007 - Ballet Dancer (2007 CD)
- 2008 - Singles Collection
- 2010 - 12" Inch Classics
- 2011 - An Impossible Dream (Double CD)
- 2012 - The Twins - Collection
- 2012 - Heart to Heart

### Video
- 1994 - Video Classics (VHS)
- 2006 - Live in Sweden (DVD)
- 2009 - Video Classic and Rare Clips (DVD)

### Singoli
- 1980 - Runaway
- 1981 - The Desert Place
- 1982 - Birds and Dogs
- 1982 - Face to Face, Heart to Heart
- 1983 - Not the Loving Kind
- 1983 - Ballet Dancer
- 1984 - Love System
- 1985 - The Game of Chance
- 1985 - Deep Within My Heart
- 1985 - Love in the Dark
- 1986 - I Need You
- 1987 - Hold on to Your Dreams
- 1987 - Time Will Tell
- 1988 - One Day

--- dal 1992 anche in CD singolo
- 1992 - Not the Loving Kind (Remix)
- 1993 - Ballet Dancer (Remix)
- 1993 - Tonight
- 1994 - Love is Blind
- 1995 - Afterlife
- 1996 - Touch of Heaven
- 1997 - I Need You
- 1999 - Can't Get Out
- 2001 - Tonight (Dub Mix)
- 2003 - I'm Staying Alive
- 2004 - Fantasy
- 2006 - Ballet Dancer (Latino Mix)
- 2007 - Ballet Dancer/Facts of Love
- 2008 - Playing with Fire
- 2008 - Forever and Ever
- 2011 - Love is Blind (Club Mix)
- 2012 - Everyday
- 2012 - The Loving Dub